# جان گرگسون (بازیکن فوتبال)
جان گرگسون (انگلیسی: John Gregson؛ زادهٔ ۱۷ مهٔ ۱۹۳۹) بازیکن فوتبال اهل بریتانیا است.
از باشگاه‌هایی که در آن بازی کرده‌است می‌توان به باشگاه فوتبال اسکلمرسال یونایتد، باشگاه فوتبال منزفیلد تاون، باشگاه فوتبال کمبریج یونایتد، باشگاه فوتبال بلکپول، باشگاه فوتبال لینکولن سیتی، و باشگاه فوتبال شروزبری تاون اشاره کرد.